# La matriarca
La matriarca (conocida bajo su título original en Argentina y como Una viuda desenfrenada en España) es una película italiana de 1968 dirigida por Pasquale Festa Campanile y protagonizada por Catherine Spaak y Jean-Louis Trintignant.

## Argumento
Mimi (Catherine Spaak), una joven viuda, descubre que su esposo recientemente fallecido guardaba un apartamento secreto para sus deseos pervertidos. Frustrada porque él no exploró sus fantasías sexuales con ella, se embarca en una búsqueda para comprender la perversión y la sexualidad. Ella usa el departamento de su difunto esposo para seducir a varios hombres, cada vez que aprende más sobre las profundidades de la depravación humana, así como el alcance del doble rasero sexual para las mujeres (al final de la película, dice: «Me doy cuenta de que los hombres solo me llaman una puta cuando digo que no. O dejo de decir que sí»).
Finalmente, conoce al hombre que se comparte plenamente con ella, aprecia su osadía sexual y la acepta por quien es.

## Reparto
- Catherine Spaak como Margherita, alias Mimi.
- Jean-Louis Trintignant como Dr. Carlo De Marchi.
- Gigi Proietti como Sandro Maldini.
- Luigi Pistilli como Otto Frank, alias Mr. X.
- Renzo Montagnani como Fabrizio.
- Fabienne Dali como Claudia.
- Nora Ricci como Madre de Mimi.
- Vittorio Caprioli como Bibliotecario..
- Frank Wolff como el Dr. Giulio
- Edda Ferronao como Maria.
- Paolo Stoppa como el profesor Zauri.
- Philippe Leroy como Instructor de tenis.
- Venantino Venantini como Aurelio.
- Gabriele Tinti como Hombre del coche.

## Lanzamiento

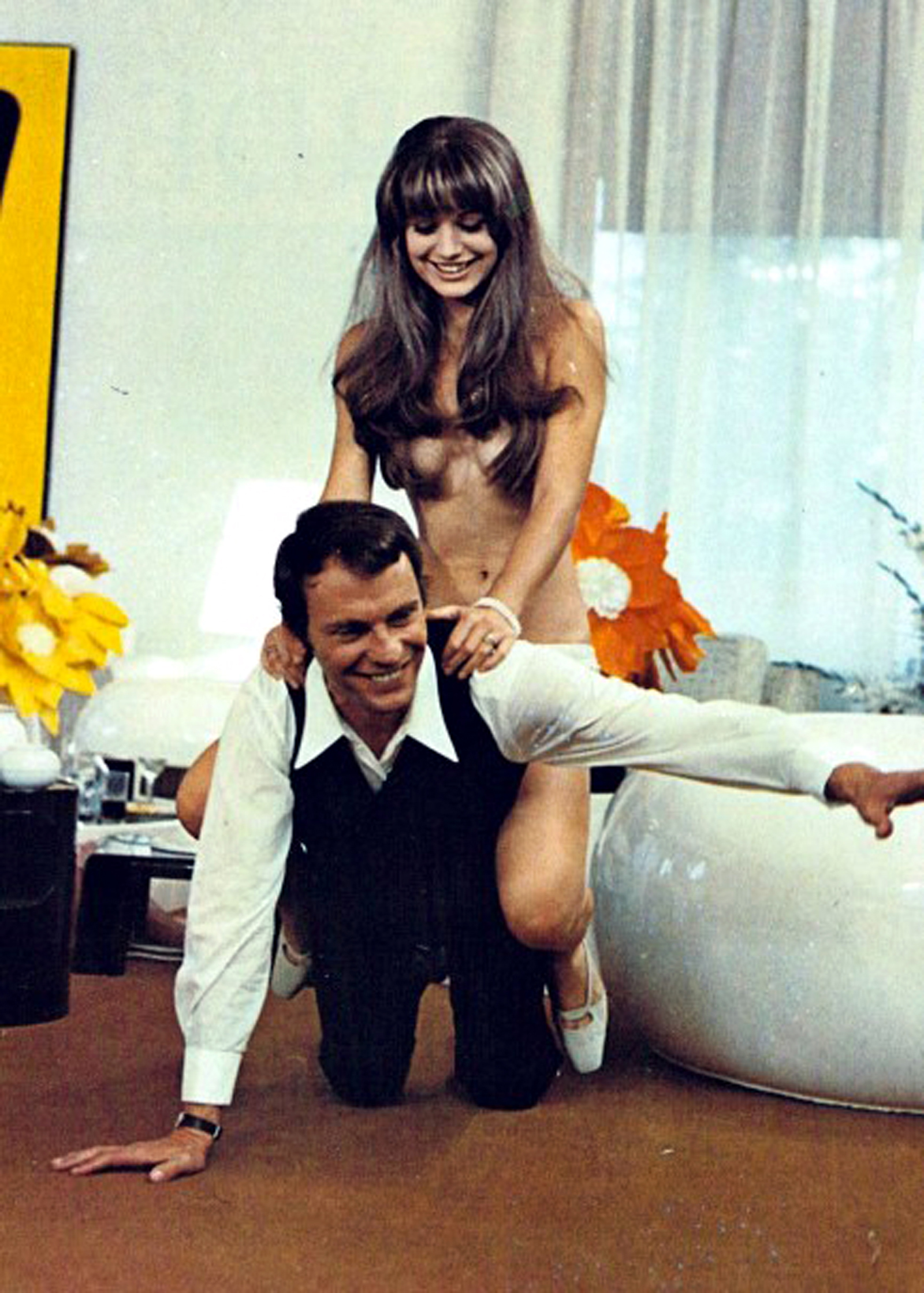
Catherine Spaak y Jean-Louis Trintignant en un fotograma de la película.

La versión francesa se acortó al momento de su lanzamiento 4 minutos en comparación con la versión italiana.

## Recepción
The New York Times dijo que la película «no era tan inteligente, sofisticada o divertida como pretende ser». The Guardian la llamó «pseudosofisticada, tan falsa como para ser positivamente enfermiza y, lo que es más, completamente poco erótica». The Washington Post se quejó de que «las propias actitudes de la película son demasiado convencionales». Los Angeles Times pensó que la película era «a veces ... cosas bastante interesantes ... tiene un poco más de estilo e ingenio que la mayoría de los lanzamientos de Radley Metzger». El Chicago Tribune pensó que la película era «más torpe que inteligente ... tan poco imaginativa como la película que intenta parodiar».